# Calamochrous chilonalis
Calamochrous chilonalis là một loài bướm đêm trong họ Crambidae.